# إبراهام ماثيوز
إبراهام ماثيوز (بالإسبانية: Abraham Matthews)‏ هو فلاح أرجنتيني، ولد في 7 نوفمبر 1832، وتوفي في 1 أبريل 1899 في تريليو في الأرجنتين.